# Peter Morgan
Peter Julian Robin Morgan (Londra, 10 aprile 1963) è uno sceneggiatore e drammaturgo britannico.

## Biografia
Nato a Londra, figlio di rifugiati; il padre Arthur Morgenthau era un ebreo tedesco sfuggito ai nazisti, mentre la madre Inga, era una cattolica polacca sfuggita ai sovietici. Ha ottenuto una laurea in Belle Arti presso l'Università di Leeds. Morgan ha sposato la principessa Anna Carolina von Schwarzenberg, figlia del politico e nobile ceco Carlo VII di Schwarzenberg, civilmente a Londra il 28 luglio 1997 e religiosamente a Murau in Austria il 6 settembre 1997. Hanno cinque figli: Gioia Maria Morgan (1999), Robin Leopold Morgan (2001), Karol Benjamin Morgan (2004), Mr. Morgan (2006) e Lászlo Morgan (2011). Hanno vissuto a Battersea, nel sud di Londra fino all'inverno del 2006, quando la famiglia si è trasferita a Vienna. Si sono separati nel 2014 e lui risiede a Londra. Morgan ha avuto una relazione con l'attrice Gillian Anderson dall'estate 2016 fino a Dicembre 2020.

### Carriera
Per gran parte degli anni novanta, Morgan scrive sceneggiature per la televisione e ha i primi approcci con il cinema scrivendo la sceneggiatura della commedia Martha da legare. Conosce il successo con il film televisivo The Deal, diretto da Stephen Frears e incentrato sul rapporto tra Tony Blair e Gordon Brown.
Nel 2006, basandosi sul romanzo di Giles Foden, collabora con Jeremy Brock alla sceneggiatura de L'ultimo re di Scozia, aggiudicandosi un BAFTA al miglior adattamento. Sempre nel 2006 collabora nuovamente con Stephen Frears e scrive la sceneggiatura di The Queen - La regina, raccontando l'impatto che ebbe la morte di Lady Diana sulla famiglia reale britannica. Morgan è stato candidato all'Oscar per la migliore sceneggiatura originale.
Il suo primo dramma teatrale, Frost/Nixon, è stato rappresentato al Donmar Warehouse Theatre nel 2006, racconta la serie di interviste televisive, rilasciate nel 1977,  tra l'ex Presidente degli Stati Uniti Richard Nixon e il giornalista David Frost, che si conclusero con una tacita ammissione di colpa per quanto riguarda il coinvolgimento di Nixon nello scandalo Watergate. Nel 2008 Ron Howard adatta per il grande schermo il suo dramma teatrale, curando personalmente la sceneggiatura di Frost/Nixon - Il duello. Nixon viene interpretato da Frank Langella mentre Frost è interpretato da Michael Sheen.
Nel 2010 ha scritto la sceneggiatura di I due presidenti, incentrato sulla relazione speciale tra l'ex Primo Ministro inglese Tony Blair e l'ex Presidente degli Stati Uniti Bill Clinton. Il film, terza pellicola della "Trilogia Blair", avrebbe dovuto segnare il suo debutto alla regia, ma ha preferito passare il testimone a Richard Loncraine.
Nel 2015 crea la serie televisiva The Crown per Netflix, incentrata sulla vita della regina Elisabetta II: la prima stagione è stata resa disponibile interamente il 4 novembre 2016, la seconda l'8 dicembre 2017.

## Filmografia

### Sceneggiatore
- Madame Sousatzka, regia di John Schlesinger (1988)
- Martha da legare (Martha, Meet Frank, Daniel and Laurence), regia di Nick Hamm (1998)
- The Deal, regia di Stephen Frears - film TV (2003)
- L'ultimo re di Scozia (The Last King of Scotland), regia di Kevin Macdonald (2006)
- The Queen - La regina (The Queen), regia di Stephen Frears (2006)
- L'altra donna del re (The Other Boleyn Girl), regia di Justin Chadwick (2008)
- Frost/Nixon - Il duello (Frost/Nixon), regia di Ron Howard (2008)
- Il maledetto United (The Damned United), regia di Tom Hooper (2009)
- I due presidenti (The Special Relationship), regia di Richard Loncraine (2010)
- Hereafter, regia di Clint Eastwood (2010)
- Passioni e desideri (360), regia di Fernando Meirelles (2011)
- Rush, regia di Ron Howard (2013)

### Produttore
- The Deal, regia di Stephen Frears - film TV (2003)
- Frost/Nixon - Il duello (Frost/Nixon), regia di Ron Howard (2008)
- Il maledetto United (The Damned United), regia di Tom Hooper (2009)
- I due presidenti (The Special Relationship), regia di Richard Loncraine (2010)
- Hereafter, regia di Clint Eastwood (2010)
- La talpa (Tinker, Tailor, Soldier, Spy), regia di Tomas Alfredson (2011)
- Rush, regia di Ron Howard (2013)

### Televisione
- The Crown - serie TV (2016-2023) - creatore, sceneggiatore, produttore esecutivo

## Teatro
- Frost/Nixon (2006)
- The Audience (2013)
- Patriots (2022)